# Viesīte
Viesīte (németül: Eckengrafen) kisváros Lettországban.

## Fekvése
Viesīte három lett tartomány, Latgale, Zemgale és Vidzeme, illetve Litvánia találkozásánál található. A történelmi Sēlija központjában fekszik, szelén település. Fontos kereskedelmi útvonalak találkozási pontja. Rigától 130 km-re délkeletre, Jēkabpilstől és a litván határtól egyaránt 30 km-re található.

## Története
A település az 1800-as évek közepén az Eckengraf család birtokán alakult ki. Viesīte 1928-ban kapott városi jogokat. Napjainkban kedvelt kirándulóhely.

## Látnivalók
- Múzeumvasút
- Az 1980-ban épült kultúrházban Pauls Stradins (orvosprofesszor, a Rigai Orvostudományi Egyetem névadója) és Anna Brodele (írónő) emlékszobái
- Sēlija történeti és folklór gyűjteménye